# Limonia decurvans
Limonia decurvans är en tvåvingeart som beskrevs av Alexander 1959. Limonia decurvans ingår i släktet Limonia och familjen småharkrankar.
Artens utbredningsområde är Nepal. Inga underarter finns listade i Catalogue of Life.